# سفارة المملكة المتحدة في كوريا الجنوبية
سفارة المملكة المتحدة في كوريا الجنوبية هي أرفع تمثيل دبلوماسي لدولة المملكة المتحدة لدى كوريا الجنوبية. تقع السفارة في منطقة جونغ وهي تهدف لتعزيز المصالح البريطانية في كوريا الجنوبية.

## وصلات خارجية
- قائمة سفارات المملكة المتحدة
- قائمة السفارات في كوريا الجنوبية